# Enrico di Borgogna (vescovo)
Enrico di Borgogna, noto anche come Enrico di Schwänis (X secolo – 21 agosto 1018), è stato un vescovo cattolico svizzero.
È stato vescovo di Losanna dal 985 al 1018.

## Biografia
Enrico era nipote dell'imperatrice Adelaide e figlio di Rodolfo II di Borgogna e fu ordinato vescovo di Losanna nel 985. Appare tra il 993 e il 1018 in diversi atti del re burgundo Rodolfo III, che nel 1011 gli concesse il titolo di conte del Vaud.
A lui si deve la ricostruzione della cattedrale di Losanna, avvenuta verso il 1000.
Prese parte nel 1007 al sinodo di Francoforte. Morì di morte violenta, probabilmente vittima del conflitto tra Rodolfo III e l'imperatore Enrico II.